# Jonathan Wells
John Corrigan "Jonathan" Wells (Nova Iorque, 19 de setembro de 1942 – 19 de setembro de 2024) foi um autor americano e advogado do design inteligente. Wells se juntou à Igreja da Unificação em 1974, e subsequentemente escreveu que os ensinamentos do fundador da igreja, Sun Myung Moon, seus próprios estudos no Unification Theological Seminary e suas orações o convenceram a devotar sua vida a "destruir o Darwinismo": o termo Darwinismo  é frequentemente usado pelos proponentes do design inteligente para se referir ao consenso científico sobre a evolução. Ele obteve um PhD em ciência da religião da Yale University em 1986, em seguida, tornou-se Diretor da organização de alcance inter-religioso da Igreja da Unificação, em Nova Iorque. Em 1989 ele foi para a Universidade da Califórnia, em Berkeley, onde obteve um doutorado em biologia molecular e celular em 1994. Tornou-se membro de várias associações científicas e foi publicado em revistas acadêmicas.
Em seu livro Icons of Evolution: Science or Myth?, Wells disse que um número de exemplos utilizados para ilustrar livros de biologia eram exagerados, distorciam a verdade, ou eram patentemente falsos; ele disse que isso mostra que a evolução entra em conflito com a evidência, e assim manifestou-se contra o seu ensino na educação pública. Alguns críticos do livro Icons of Evolution (Ícones da Evolução) tem dito que Wells citou especialistas erroneamente como fontes e considerou pequenos problemas fora de contexto, baseando seu argumento em um silogismo defeituoso. As visões de Wells sobre a evolução foram rejeitadas pela maior parte da comunidade científica.

## Biografia
Wells nasceu em Nova Iorque em 1942 e cresceu em Nova Jérsei, e foi educado como um  cristão protestante. Ele estudou geologia na Princeton University, de onde ele saiu em seu primeiro ano. Após um breve período como motorista de táxi, ele foi convocado pelo exército e passou dois anos servindo na Alemanha. Após sua alta em 1966, ele frequentou a Universidade da Califórnia em Berkeley, onde ele se recusou publicamente a relatar o imposto de reserva. Isso resultou em sua prisão e sendo encarcerado por dezoito meses na Prisão militar de Leavenworth.  Após a sua libertação, Wells voltou para Berkeley, onde ele completou seus estudos com especialização em geologia e física e um menor em biologia.
Em 1974 Wells juntou-se à Igreja da Unificação. Graduou-se no Seminário Teológico da Unificação da igreja em 1978 com um mestrado em educação religiosa. Wells continuou seus estudos na Universidade Yale, obtendo um Ph.D. em estudos religiosos em 1986, concentrando-se em reações históricas ao darwinismo. Durante este tempo ele escreveu extensivamente sobre a teologia da unificação e ensinou no Seminário Teológico da Unificação. Wells estava no Conselho de Curadores do Seminário Teológico da Unificação até renunciar em 1997 para retornar ao ensino.  Ele também atuou como diretor da Fundação Religiosa Internacional, uma organização afiliada da Igreja da Unificação que patrocina conferências interdenominacionais.
Wells escreveu sobre o assunto do casamento dentro da Igreja da Unificação e tem sido chamado de "Especialista em casamento da Unification Church" por fontes da igreja. Wells defendeu a teologia da Igreja da Unificação contra o que ele disse serem críticas injustas feitas em 1977 pelo Conselho Nacional de Igrejas.
Em 1994, Wells obteve outro Ph.D. em biologia molecular e celular em UC Berkeley. Depois de receber seu doutorado, ele trabalhou em uma posição que ele descreveu como "um biólogo de pesquisa de pós-doutorado em Berkeley, escrevendo artigos críticos do darwinismo". Pouco depois, Wells se juntou ao ex-professor de Direito da UC Berkeley Phillip E. Johnson, pai do movimento do design inteligente, no Discovery Institute.

## Publicações

### Artigos em jornaispeer-reviewed
- Wells J (1985). «Inertial force as a possible factor in mitosis». Biosystems. 17 (4). p. 301–15. PMID 3902112. doi:10.1016/0303-2647(85)90046-2
- Larabell CA, Rowning BA, Wells, J, Wu M, Gerhart JC (1996). «Confocal microscopy analysis of living Xenopus eggs and the mechanism of cortical rotation». Development. 122 (4). p. 1281–9. PMID 8620855
- Rowning BA, Wells J, Wu M, Gerhart JC, Moon RT, Larabell CA (fevereiro de 1997). «Microtubule-mediated transport of organelles and localization of beta-catenin to the future dorsal side of Xenopus eggs». Proc. Natl. Acad. Sci. U.S.A. 94 (4). p. 1224–9. PMC 19772. PMID 9037034. doi:10.1073/pnas.94.4.1224. Consultado em 30 de abril de 2013

### Livros
- Jonathan Wells, Charles Hodge's Critique of Darwinism: An Historical-Critical Analysis of Concepts Basic to the 19th Century Debate. (Edwin Mellen Press, April 1988.) ISBN 0-88946-671-8
- Jonathan Wells, Icons of Evolution. (Regnery Publishing, 2000) ISBN 0-89526-276-2
- Jonathan Wells, The Myth of Junk DNA. (Discovery Institute Press, May 31, 2011) (150 pages) ISBN 1-936599-00-7
- Jonathan Wells, The Politically Incorrect Guide to Darwinism and Intelligent Design. (Regnery Publishing, 2006) ISBN 1-59698-013-3
- Jonathan Wells and William A. Dembski, The Design of Life. (Foundation for Thought and Ethics, 2007) ISBN 0-9800213-0-8
- Jonathan Wells and William A. Dembski, How to be an Intellectually Fulfilled Atheist (Or Not). (ISI Books, 2008) ISBN 1-933859-84-9
- Wells, Jonathan (2017). Zombie Science: More Icons of Evolution. Seattle: Discovery Institute Press. ISBN 978-1936599448